# Matrimonio en los Emiratos Árabes Unidos

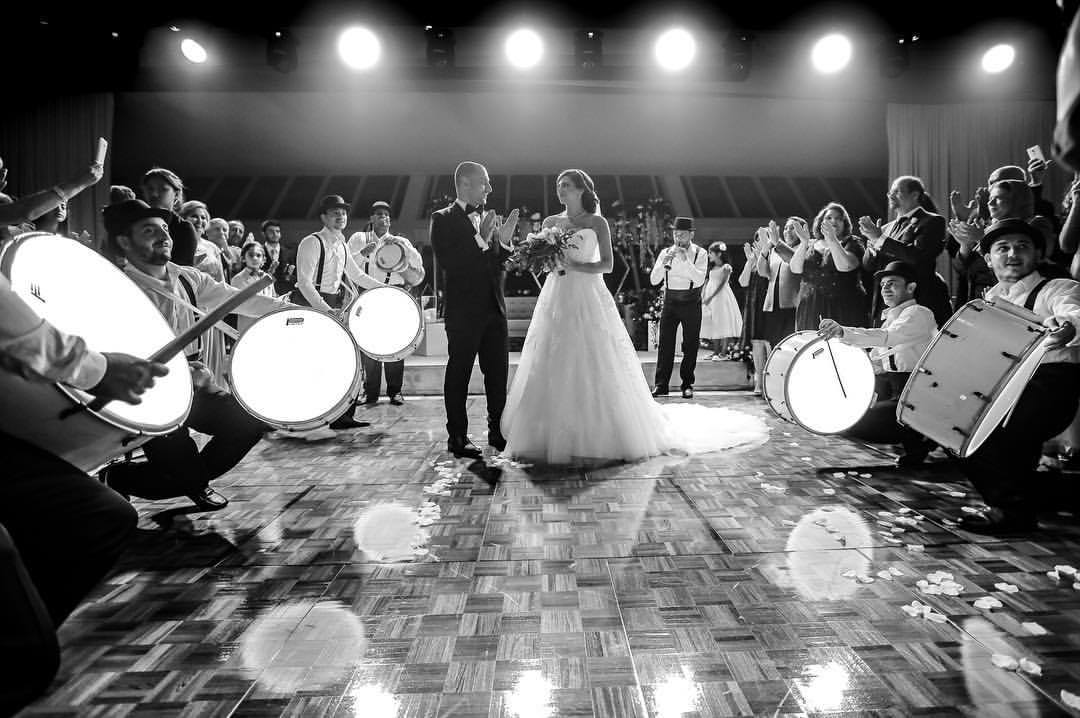
Una boda en Dubái.

El matrimonio en los Emiratos Árabes Unidos se rige por una combinación de principios islámicos, tradiciones locales y regulaciones legales. Los matrimonios islámicos dentro del país se llevan a cabo de acuerdo con la ley Sharía, donde el novio y la novia son ambos musulmanes, o la novia es de 'Ahl Al-Kitaab', que generalmente se refiere al cristianismo o al judaísmo. Los residentes y visitantes no musulmanes pueden casarse a través de las Leyes Personales de los EAU para no musulmanes o de sus respectivas leyes religiosas o nacionales.

## Historia
Aunque las mujeres en Medio Oriente generalmente se casaban cuando eran adolescentes o tenían alrededor de 20 años, el matrimonio precoz disminuyó drásticamente en el siglo XX, particularmente en los Emiratos Árabes Unidos. El porcentaje de mujeres de 15 a 19 años que estaban casadas descendió del 57% en 1975 al 8% en 1995. En 2005, la edad media de matrimonio para las mujeres con educación secundaria o superior era de 27 años, mientras que la edad media para las mujeres sin educación era de 18 años. Ese mismo año, un informe que detallaba las actitudes de las madres y sus hijas hacia el matrimonio encontró grandes diferencias: las hijas manifestaron su deseo de casarse más tarde en la vida y de elegir a sus propios maridos.
En 1999, la BBC describió las bodas emiratíes como eventos «opulentos», con hasta 1000 invitados. El mismo informe encontró que hasta el 80% de los préstamos personales tomados por hombres emiratíes se usaron para gastos de boda; como resultado, muchos hombres emiratíes optaron por casarse con mujeres extranjeras «menos exigentes», conocidos como «matrimonios mixtos», lo que generó preocupaciones sobre la posible dilución de los emiratíes, una población ya minoritaria. El jeque Zayed bin Sultán Al Nahayan, el fundador del país, lanzó un Fondo Matrimonial en 1992 como respuesta, otorgando a los novios £ 12 000 (equivalente a £ 22123 actualmente) para ayudar a pagar los gastos de la boda, solo si la novia es emiratí. El fondo también impuso una multa de 500 000 AED (140 000 dólares, equivalente a 261707 dólares actualmente) por gastar demasiado dinero en bodas. El fondo ayudó a casar a 44 000 personas en 1999. El fondo fue modificado en 2010 para eliminar la prohibición de los matrimonios mixtos, citando la libertad personal. En 2024 se lanzó el programa «Modelo Medeem para bodas de mujeres», diseñado para ayudar a las parejas a tener bodas menos costosas pero basadas en las tradiciones emiratíes.

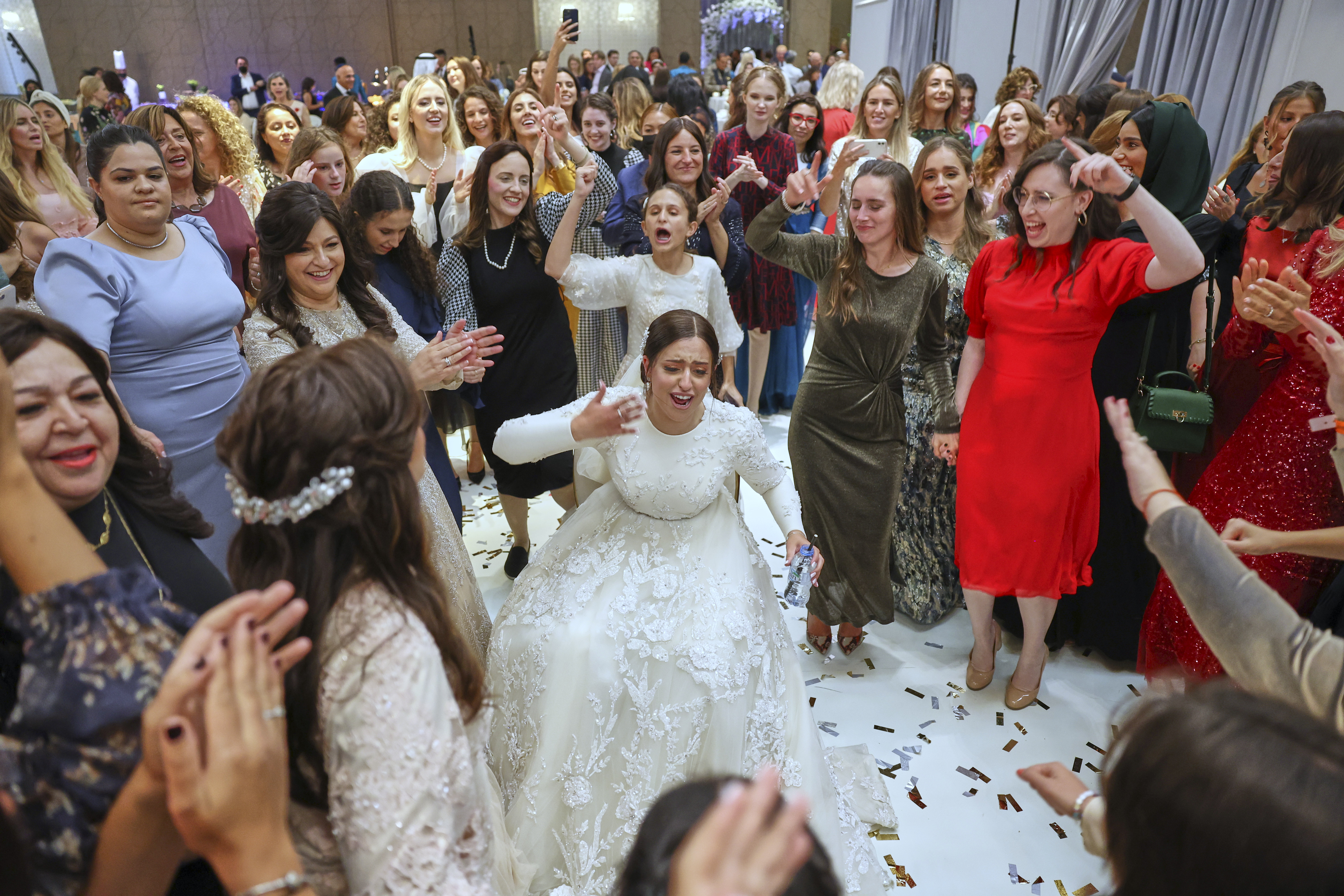
Lea Hadad (centro) en su boda con Levi Duchman, el evento judío más grande en la historia de la nación.

La jequesa Hind bint Maktoum bin Juma Al Maktoum anunció la incorporación de una licencia matrimonial de 10 días para las parejas emiratíes en 2025, como parte de la iniciativa de duplicar los hogares emiratíes en Dubái para 2033. Desde enero de 2025, las pruebas genéticas son obligatorias para todas las parejas emiratíes como parte del programa de detección prematrimonial. La exigencia de pruebas genéticas se atribuye a la alta prevalencia de trastornos genéticos en la población nativa, vinculada a la tasa de matrimonio consanguíneo del 39%. Un estudio para el International Journal of Mental Health and Addiction concluyó que el factor clave para que las mujeres estuvieran en matrimonios consanguíneos era la presión de las familias; además, todos los participantes en el estudio parecían creer que dichos matrimonios estaban inscritos en la cultura emiratí.
En 2022, 1500 invitados, incluidos altos funcionarios emiratíes y embajadores extranjeros de más de 20 países, asistieron a la boda del rabino Levi Duchman y Lea Hadad. La boda fue el evento judío más grande en la historia del país.

## Ley
La edad mínima para casarse en los Emiratos Árabes Unidos es de 18 años. A pesar de ello, un informe de 2015 de la Organización de las Naciones Unidas concluyó que el porcentaje de niñas menores de 18 años casadas estaba aumentando de forma constante. Según la Ley de Estatus Personal de los EAU, una mujer puede casarse si da su consentimiento; si se considera que su tutor se opone injustamente a la unión, el tribunal puede transferir la tutela. La ley también eliminó la necesidad del consentimiento de un tutor si la ley nacional de una mujer musulmana no ciudadana no lo requiere para celebrar un contrato matrimonial. Las mujeres que forman parte de «matrimonios mixtos», es decir, que contraen matrimonio con un ciudadano no emiratí, han podido transmitir su nacionalidad a sus hijos desde 2011, lo que se considera una novedad en los países del Golfo.

### Matrimonio islámico
Los matrimonios islámicos en los Emiratos Árabes Unidos se rigen por la ley Sharía, según la cual tanto el novio como la novia son musulmanes o la novia pertenece a 'Ahl Al-Kitaab', un término que normalmente se refiere a los seguidores del cristianismo o el judaísmo. El matrimonio debe registrarse en un tribunal islámico dentro del país. Una solicitud de matrimonio puede ser rechazada si cualquiera de las partes tiene una enfermedad sanguínea hereditaria. La dote anticipada en un matrimonio no puede ser más de 20 000 AED y la dote diferida no debe ser más de 30 000 AED.
La poligamia, el acto de casarse con varias esposas, es legal para los varones musulmanes. Un hombre puede tener hasta cuatro esposas a la vez. Un estudio del Khaleej Times descubrió que el 70% de las personas en uniones polígamas en Sharjah, Ajman, Umm al-Qaywayn y Fuyaira no eran emiratíes. El estudio también encontró que un número cada vez mayor de mujeres se han opuesto abiertamente a la práctica, creyendo que afecta negativamente la estabilidad en la dinámica familiar. Las tasas de poligamia en el país han ido disminuyendo de forma constante[26] y fue una de las principales causas de divorcio iniciado por mujeres en 2013.

### No musulmanes
En 2021, los Emiratos Árabes Unidos introdujeron en Abu Dabi una ley civil que permite los matrimonios, los divorcios y la obtención de la custodia conjunta de los hijos para los no musulmanes, y se amplió para incluir a todo el país en 2023. Según se informa, la enmienda a la ley se produjo después de los intentos de modernizar la ley y hacerla más inclusiva. Antes de esto, el matrimonio debía celebrarse según las leyes de los respectivos países de origen de los cónyuges, y los asuntos civiles se regían por la ley Sharia. Los residentes de los Emiratos Árabes Unidos tienen la opción de seguir el proceso de solicitud en su país de origen o celebrar un matrimonio civil en los Emiratos Árabes Unidos. Durante el primer año del cambio de ley, se registraron más de 5000 matrimonios en tribunales civiles, el 12% de las parejas eran turistas. Este porcentaje se atribuye a los residentes de países cercanos que no permiten los matrimonios civiles. En un caso, una pareja israelí laica registró su matrimonio en el tribunal civil de los Emiratos Árabes Unidos por este motivo.
El artículo 5 del Decreto-ley federal n.° 41 de 2022 sobre el estado civil de las personas establece cinco criterios para que se produzca un matrimonio civil: Ambos cónyuges deben tener al menos 21 años de edad, no ser parientes cercanos y deben dar su consentimiento para el matrimonio. También deberán firmar un formulario de divulgación y cumplir con cualquier condición adicional especificada en el reglamento de aplicación del decreto. La ley entró en vigor el 1 de febrero de 2023.

### Matrimonio entre personas del mismo sexo
El matrimonio entre personas del mismo sexo no es legal en los Emiratos Árabes Unidos. El Código Penal Federal de los Emiratos Árabes Unidos permite la pena capital como castigo legal por la homosexualidad, aunque este castigo nunca se ha impuesto. El código penal de Dubái impone hasta diez años de prisión por homosexualidad.

## Divorcio
El divorcio en los Emiratos Árabes Unidos está regulado por la Ley Federal N.º 28 de 2005. El divorcio para los musulmanes se basa en la ley Sharia. Cualquiera de los cónyuges puede solicitar el divorcio, ya que el Decreto-Ley Federal No. (41) de 2022 otorga igualdad tanto a hombres como a mujeres. Aunque el divorcio es legal y está permitido por la ley Sharia, la mayoría de los emiratíes se oponen a él por razones culturales. Los datos recopilados para el International Journal of Women's Studies revelaron que el divorcio se considera un estigma social en los Emiratos Árabes Unidos, especialmente para las mujeres. A pesar de ello, las tasas de divorcio en el país se consideran altas: un informe de 2009 del Centro de Cultura y Patrimonio Juma'a al Majid estima que uno de cada tres matrimonios emiratíes termina en divorcio. Las tasas de divorcio se mantuvieron consistentemente entre el 50 y el 65% entre 2005 y 2008.

### Custodia de los hijos
La custodia termina a los 18 años tanto para los varones como para las mujeres; anteriormente era a los 11 años para los varones y a los 13 años para las mujeres. Los niños tienen derecho a elegir al padre que prefieran para residir una vez que cumplen los 15 años. Si la madre no es musulmana mientras que el niño es musulmán, esto lo decide discrecionalmente el tribunal, priorizando el interés del niño; antes de esto, el país terminaba la custodia de las madres no musulmanas una vez que el niño cumplía 5 años. La Ley sobre el Estatuto Personal introdujo sanciones, que incluyen prisión y multas que van desde 5000 a 100 000 AED, por delitos relacionados con la custodia de los hijos, incluidos los viajes no autorizados con un hijo y la mala administración o confiscación de la herencia.